# Жардин-Ботанику (район Рио-де-Жанейро)

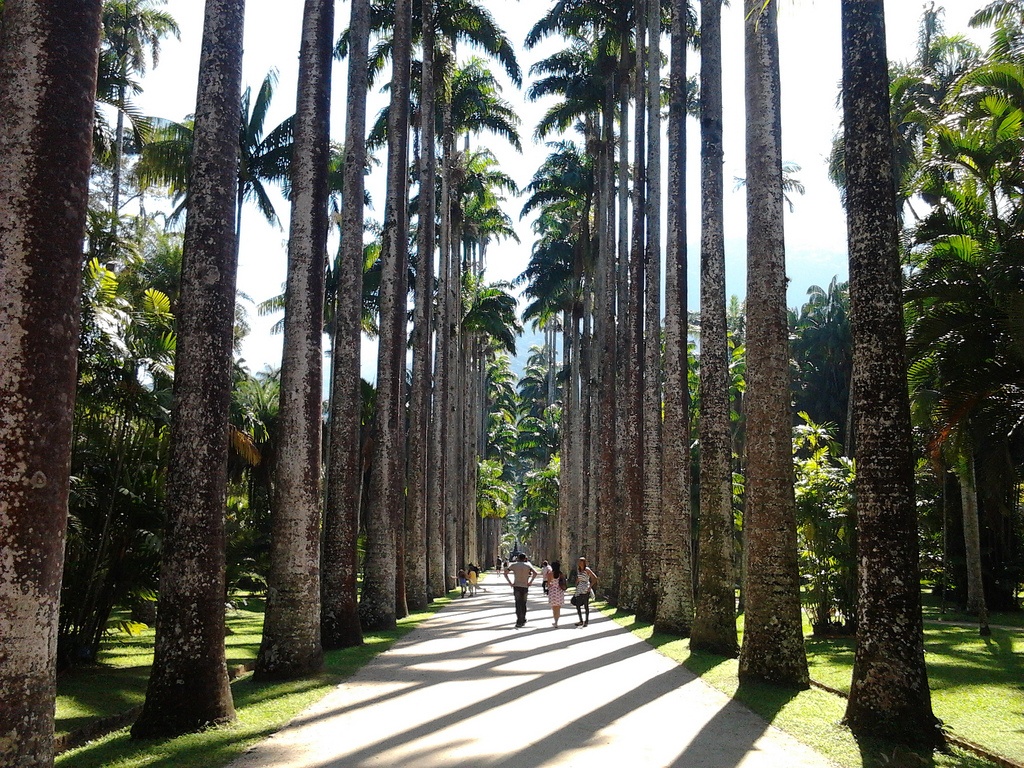
Ботанический сад (Рио-де-Жанейро)

Жардин-Ботанику (порт. Jardim Botânico) — один из районов Рио-де-Жанейро, находящийся в Южной зоне города. Он располагается к северу от районов Ипанемы и Леблона, к западу от него находится лагуна Родригу-ди-Фрейташ, а к востоку район Гавиа.
Район получил своё название от расположенного рядом всемирно известного Ботанического сада. Жардин-Ботанику населяют преимущественно представители высших и зажиточного среднего слоёв общества Бразилии. Вблизи района нет фавел, что редко встречается в центре города. Жардим-Ботанику отличается от большинства районов Рио-де-Жанейро большим количеством крупных особняков, нехарактерных для густонаселённой Южной зоны. Здесь проживают многие бразильские знаменитости и располагаются головные офисы общенациональной телевизионной компании Rede Globo. Множество студий Rede Globo находятся в Жардин-Ботанику.
Главной улицей района служит Rua Jardim Botanico (Руа-Жардин-Ботанику). От района ведут дороги к крупнейшему в черте города лесному массиву Тижука.
Один из самых известных парадов карнавала в Рио-де-Жанейро проходит по улицам Жардин-Ботанику. Он называется «Suvaco do Cristo», что переводится как «подмышка Христа», потому что Жардин-Ботанику лежит прямо под правой подмышкой одной из самых известных достопримечательностей Рио-де-Жанейро Статуи Христа-Искупителя.